# Nicolaus Michael Oppel
Nicolaus Michael Oppel (7 de dezembro de 1782 – 16 de fevereiro de 1820) foi um naturalista alemão. Ele foi aluno e trabalhou como assistente de André Marie Constant Duméril no Muséum National d'Histoire Naturelle em Paris, catalogando e classificando espécies de répteis. Em 1811, publicou o livro intitulado Die Ordnungen, Familien und Gattungen der Reptilien als Prodrom einer Naturgeschichte derselben, no qual estabelece a ordem Squamata, as famílias Cheloniidae e Colubridae, a subfamília Crotalinae, assim como vários gêneros.
 